# Ingress
Ingress (o Ingress Prime)  es un videojuego de realidad aumentada basado en la ubicación. Fue creado por Niantic Labs, una nueva empresa dentro de Google, hasta que en  octubre de 2015 se convirtió en una compañía independiente. Originalmente para los dispositivos Android, y desde el 14 de julio de 2014 también disponible para iOS de Apple. El juego tiene una historia de fondo de ciencia ficción compleja con una narrativa continua abierta. Esta va creciendo en la medida que suceden los eventos mundiales llamados Anomalías. De acuerdo a la facción que gana la trama toma un giro, la cual puede afectar a las reglas fundamentales del juego.
Tras completar el tutorial se debe elegir una de las dos facciones del juego: los Iluminados (ENL) de color verde o la Resistencia (RES), de color azul. El modo de juego consiste en capturar "portales" y establecer un vínculo entre ellos que permiten crear campos triangulares virtuales a través de áreas geográficas. El puntaje de las facciones en el juego se mide por el número de "mind units" (MUs), es decir, habitantes en el mundo real que viven en las áreas triangulares controladas por cada facción. Los vínculos necesarios entre los portales pueden tener una distancia de algunos metros hasta kilómetros o cientos de kilómetros en operaciones de gran complejidad logística. Enlaces y campos internacionales son frecuentes, ya que Ingress ha atraído a un público entusiasta en las ciudades de todo el mundo entre los jóvenes y ancianos,
La aplicación móvil se ha descargado más de 20 millones de veces en todo el mundo hasta noviembre de 2018.

## Historia
Los físicos en el CERN han descubierto en la Tierra un nuevo tipo de materia energética, la "Materia exótica" o XM, que es una rara forma de energía que puede incluso emplearse para el control mental. Dicha energía aflora al planeta desde los denominados portales energéticos que en el juego son representados por estatuas, edificios emblemáticos, muestras de obra de arte, etc. Y corresponden a los puntos de confluencia de la humanidad. Por uno de esos portales energéticos se ha recibido un mensaje interdimensional de una raza alienígena, los "Shapers", en el que prometen ayudar a la raza humana en el desarrollo de dicha energía, elevando a toda la humanidad a un nuevo nivel evolutivo. Es ahí donde surge el conflicto entre los humanos: Los Iluminados abogan por dejar el control total de la nueva forma de energía a los "Shapers" y La Resistencia, por el contrario, teme que los "Shapers" pretenden esclavizar a la humanidad y por tanto intenta impedir el uso del XM.

## Jugabilidad
El jugador, usando la aplicación móvil, observa un mapa que representa la zona a su alrededor. En el mapa son visibles los portales, la Materia Exótica  (XM), enlaces y campos entre portales , y los elementos que han sido soltados por otros jugadores. 
Los jugadores deben estar físicamente cerca de los objetos en el mapa para interactuar con ellos, aunque también pueden llevar a cabo acciones en remoto más limitadas.. El cliente móvil representa al jugador como una pequeña flecha en el centro de un círculo de 40 metros, que representa el perímetro dentro del cual la interacción directa es posible.
Los jugadores son recompensados con AP (puntos de acceso) para las acciones dentro del juego. La acumulación de AP más allá de ciertos umbrales le otorga niveles de acceso superiores, es decir, el acceso a los elementos y capacidades más fuertes. Los niveles de acceso se numeran del 1 al 16, con 16 siendo el más alto. Desde el mes de enero de 2015 se introdujeron misiones en el juego.

### Facciones
El jugador debe elegir una facción nada más comenzar el juego, cada una representada por un color e ideologías, aunque es posible cambiar de facción al alcanzar el nivel de acceso 4 y el nivel de acceso 16.

#### Iluminados
Representados por el color verde, creen que sus acciones elevarán a la humanidad llevándola al próximo salto evolutivo. Se apoyan en el mensaje interdimensional de una raza alienígena que ha llegado a través de un portal energético. En dicho mensaje los extraterrestres de la raza "Shapers" prometen ayudar a la raza humana en su evolución. Los Iluminados abogan por dejar el control de la energía a dichos alienígenas.
Son llamados jocosamente "ranas" o "sapos".

#### Resistencia
Representada por el color azul, creen en la preservación de la libertad de la humanidad y su libre evolución sin injerencias externas desconocidas que pueden conducir a la esclavitud de la humanidad. La resistencia ha tenido conocimiento de que los alienígenas "Shapers" están en guerra con otra raza alienígena llamada "N'Zeer" y tienen noticia de su necesidad de materias primas para utilizar en esa guerra.
Alrededor del mundo, los miembros de la resistencia se denominan jocosamente como "Los Pitufos"

#### Machina
Representada por el color rojo, Machina es una tercera facción introducida en el juego en 2022. A diferencia de las otras dos facciones, Machina no es presentada por jugadores sino que un algoritmo creado por Niantic se encarga de su propagación a lo largo de los portales.

### Portales
En el juego, la Tierra tiene un gran número de "portales", visibles en el "scanner" (aplicación del juego para teléfonos móviles). Ellos son de color verde, azul, rojo o gris, dependiendo de si son controlados por los Iluminados, la Resistencia, Machina  o actualmente no reclamado, respectivamente. Un portal sin resonadores es un portal no reclamado, también llamado un portal "fantasma". Los jugadores adquieren elementos de juego (resonadores, armas, etc.) hackeando portales dentro de su radio de acción seleccionando esta opción en sus escáneres. Cualquier jugador puede hackear cualquier portal y recibir elementos, sujetos a los límites de frecuencia. Hackear un portal controlado por la facción contraria también gana el jugador AP con el riesgo de ser atacados por el portal en forma de pérdida de XM.
Para reclamar un portal de una facción, el jugador equipa, o despliega, al menos un resonador en él. Si un portal es reclamado por el enemigo, el jugador debe primero neutralizarlo mediante la destrucción de los resonadores y mods de los oponentes por el disparo de "armas" llamados XMP ("Pulso materia exótica"), el principal medio de atacar a un portal. En la tradición, XM viene en dos polaridades, y el XM de la polaridad de una facción aniquila la del otro.
Un portal puede estar equipado con hasta ocho resonadores de una facción, determinan el nivel y el color, o la facción, de ese portal. Un portal sin resonadores será de color gris, lo que requiere a los jugadores a equipar un portal con al menos un resonador con la reivindicación, o captura, para su facción. Los resonadores tienen niveles, que van desde L1 a L8. Un jugador puede desplegar resonadores solo hasta su propio nivel, con restricciones adicionales con respecto a cuántos resonadores de cada nivel que un individuo puede desplegar en un portal determinado. Se recompensa el trabajo en equipo al limitar el número de resonadores que puede desplegar un solo jugador; Se necesitan hasta ocho jugadores que trabajen juntos para poder crear un portal del más alto nivel lejos de uno que cualquier jugador pueda crear de forma individual, y se requieren ocho jugadores para que un portal pueda llegar al nivel más alto posible. Por otra parte, los resonadores se desintegran con el paso del tiempo, y deben ser recargados con el fin de mantener el control del portal. Esto se puede hacer en el lugar, o de forma remota a través del uso de llaves de un portal y XM.
Un portal también puede estar equipado con hasta cuatro modificaciones o "mods". Siete tipos de modificación están disponibles: Shields, Force Amplifiers, Link Amplifiers, Multi-hacks, Heat Sinks, Turrets e ITO EN Transmuter. Estos tienen efectos tales como hacer el portal más difícil de atacar, el aumento de la intensidad de la respuesta del portal a los atacantes, aumentar el rendimiento de hackear el portal, y alterar los ítems que brinda un portal al hackearlo. Los jugadores se limitan a colocar no más de dos mods por portal.
Los portales son típicamente asociados con edificios y monumentos de importancia histórica o arquitectónica, como esculturas y otros arte público, bibliotecas, oficinas de correos, monumentos, lugares de culto, de transporte público centros, parques y otras recreativas o espacios turísticos. Los jugadores pueden presentar solicitudes para la creación de nuevos portales, y el número de portales ha aumentado de forma constante durante toda la vida del juego. La densidad de los portales se correlaciona con la densidad de población, por lo que las zonas centrales de las ciudades típicamente contienen la mayor concentración de los portales.

### Enlaces entre portales y campos de control
Dos portales que tienen los ocho resonadores desplegados y son controlados por la misma facción pueden ser unidos por un jugador de esa facción que se encuentra dentro del alcance de uno, y tiene una llave del otro portal, obtenidos por hackear el otro. La longitud máxima posible de un enlace depende del nivel promedio resonador alrededor del portal - cuanto más alto sea el nivel, más largo es el enlace que puede ser creado. Sin embargo, no se puede crear un enlace que atraviese uno preexistente de cualquier facción. Ambos portales deben mantenerse en o por encima de un nivel mínimo de energía para mantener el vínculo. La facción contraria puede destruir el enlace al atacar a uno o ambos portales para que el nivel de energía caiga por debajo del nivel crítico.
Cuando tres portales están vinculados en un triángulo, crean un campo de control, alegando las "mind units" (MU) dentro de ese campo para su facción. Portales dentro de un campo no se pueden hacer enlaces, pero pueden ser enlazados desde los portales en el perímetro. La facción contraria puede destruir un campo de control mediante la destrucción de uno o varios de los enlaces que lo componen.

## Anomalías
El juego esta en constante evolución y para determinar hacia donde avanza la historia y la trama surgen las anomalías donde los jugadores de ambas facciones compiten para controlar grupos de portales predeterminados, entre otros factores, con el fin de ganar puntos para su equipo y ganar para su facción la anomalía. El objetivo de ganar las anomalías es cambiar la historia del juego a favor de la facción ganadora. Las anomalías ocurren generalmente en el transcurso de varias semanas, con diferentes eventos ubicados en las principales ciudades de todo el mundo.
El evento en si se llama anomalía porque son períodos inusuales de alta concentración de XM (materia exótica), se trata de una anomalía energética en sí misma, que es lo que determina que habrá un cambio en la historia próximamente.
Los sitios de anomalías se dividen en dos categorías: ubicaciones primarias y satélite. Los empleados de Niantic Labs, así como los personajes de la historia de Ingress, suelen asistir a los eventos en lugares primarios de las anomalías. Se otorgan más puntos a la facción que prevalece en los sitios primarios que en los sitios satélite. El resultado de XM anomalías suelen influir en los acontecimientos futuros en la historia de fondo del Ingress.
La recursividad fue la primera serie de anomalías por la que se otorgaron insignias a los jugadores, que se producen a partir de 15 de febrero de 2014 al 29 de marzo de 2014. Sin embargo, hubo anomalías previas a esta, como # 13MAGNUS, que comenzaron el 12 de octubre de 2013 y la Operación Cassandra.
Interitus fue la segunda serie de anomalías que se celebró en abril, mayo y junio de 2014.
Helios fue la tercera serie de anomalías. La secuencia de eventos se llevó a cabo en julio, agosto y septiembre de 2014.
Darsana fue la cuarta serie de anomalías. La anomalía comenzó el 18 de octubre de 2014 y terminó el 13 de diciembre de 2014.
Shōnin es la serie de anomalías que se inició el 21 de febrero de 2015, con sitios primarios en Florencia y Austin.
Abbadon es la serie de anomalías que se dio a finales del 2015 (diciembre). Entre los países que participaron se encuentran Estados Unidos, Reino Unido, Australia, Tailandia, Alemania, Japón, entre otros.
Obsidian, de febrero a abril de 2016.
Aegis Nova, de mayo a julio de 2016.
Via Lux, de agosto a septiembre de 2016.
Via Noir, en diciembre de 2016.
Próximos eventos: https://www.ingress.com/events/
Eventos pasados: https://web.archive.org/web/20160813042907/https://www.ingress.com/events/archives.html

## Adaptaciones

### Anime
El 18 de octubre de 2018 se estrenó en Fuji Television un anime basado en el juego, titulado Ingress: The Animation, que cuenta con 11 episodios.
La serie se emitió de octubre a diciembre de 2018 en el bloque de programación +Ultra de Fuji TV. También se estrenó en Netflix el 30 de abril de 2019.